# Eisenbahn in South Australia

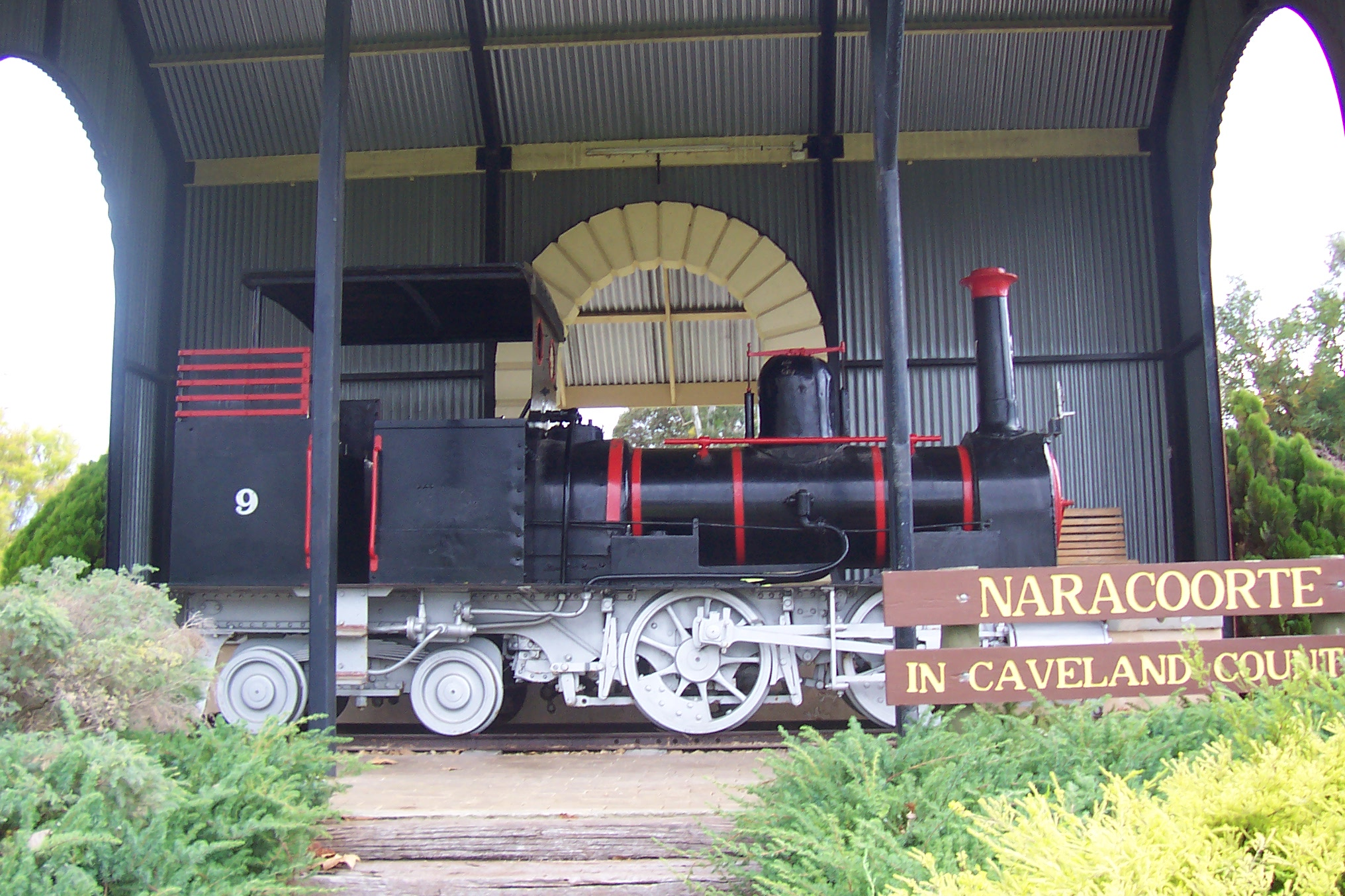
Kapspurige Dampflokomotive Nr. 9 der V-Klasse der South Australian Railways von 1877. Heute aufgestellt als Denkmallokomotive in Naracoorte

Die Eisenbahn in South Australia zeichnet sich durch ein Nebeneinander verschiedener Spurweiten aus. Der größte Teil des Netzes, insbesondere die Verbindungen in andere Bundesstaaten, sind in Normalspur gebaut. Das Netz im Großraum Adelaide hingegen ist in Breitspur ausgelegt.
In der britischen Kolonie South Australia sollte ursprünglich generell Breitspur verwendet werden. Es wurden aber auch Linien in Kapspur (Schmalspur) gebaut, so auch 1878 die Great Northern Railway nach Norden. Nach Gründung des australischen Bundesstaats 1901 wurde Normalspur zum bundesweiten Standard erhoben. Dies betraf zunächst die bundeseigene Transaustralische Eisenbahn nach Western Australia, die 1917 in Betrieb genommen wurde, später auch die ab 1980 eröffnete Central Australian Railway, die die Great Northern Railway als Verbindung zum Northern Territory ersetzte. Die Schmalspurstrecke nach Broken Hill, die weiter nach Sydney führte, wurde 1970 auf Normalspur geändert, die Breitspur-Verbindung Adelaide–Melbourne im Jahr 1995. Fast alle anderen Schmalspurstrecken und viele der Breitspurstrecken in South Australia sind mittlerweile stillgelegt. Das Netz im Großraum Adelaide besteht jedoch weiterhin in Breitspur.

## Geschichte des Streckennetzes

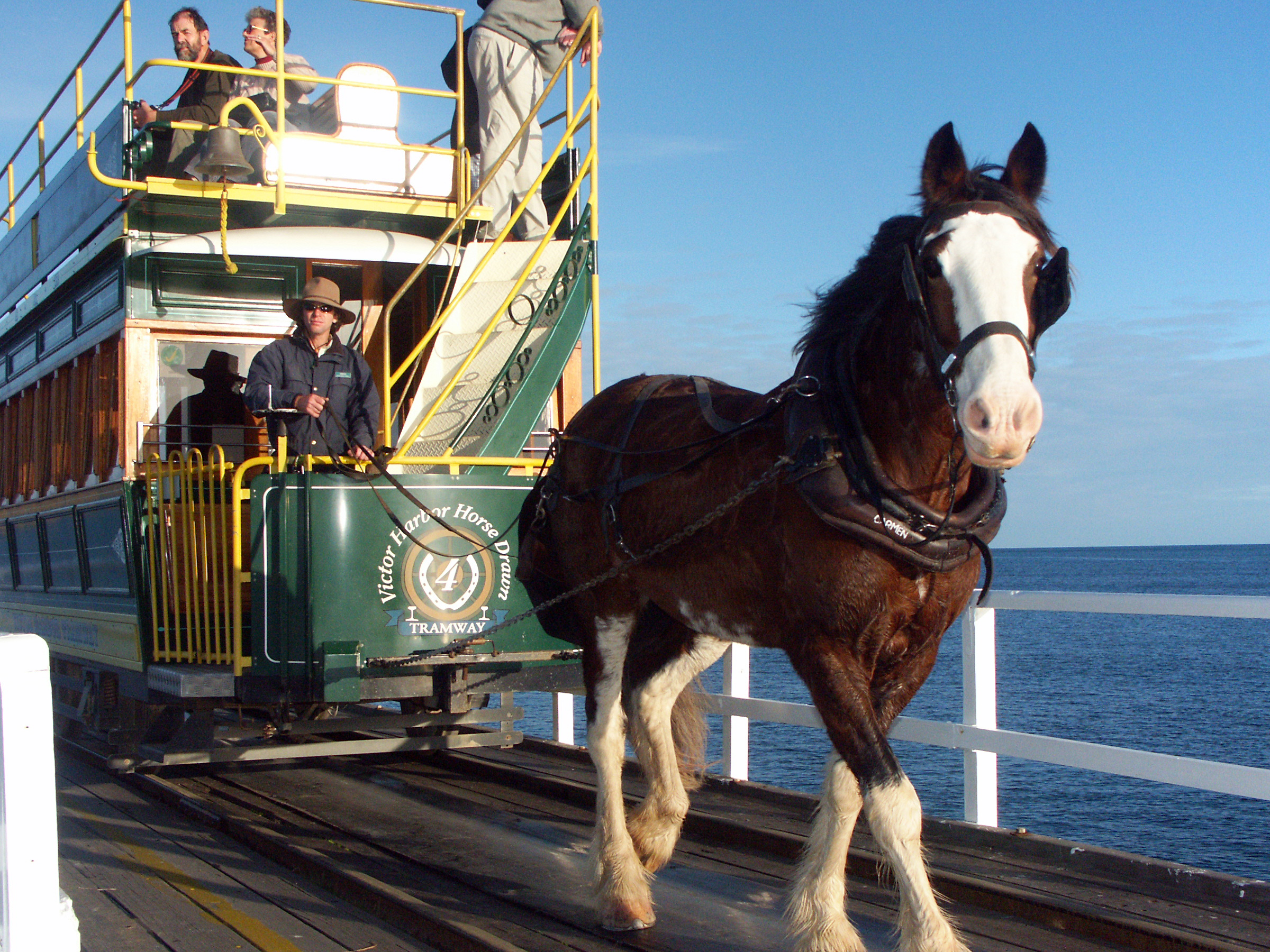
Victor Harbor Horse Drawn Tram

Nach anfänglichem, erheblichem Widerstand gegen den Bau von Eisenbahnen, der in einer Petition an Königin Victoria gipfelte, ging die erste Eisenbahn Australiens – allerdings eine Pferdebahn und deshalb nicht „offiziell“ als erste Eisenbahn geführt – in South Australia auf Breitspur von 1600 mm (5 Fuß 3 Zoll) 1854 in Betrieb. Die Strecke verband den Murray-River-Hafen Goolwa mit dem See-Hafen Port Elliot. Sie wurde später nach Victor Harbor verlängert und ist heute noch als Touristenattraktion als Victor Harbor Horse Drawn Tram in Betrieb. Die erste lokomotiv-gezogene Eisenbahn in Südaustralien wurde 1856 zwischen Stadt und Hafen von Adelaide eröffnet. Hier war zunächst der Versuch eines privaten Unternehmens gescheitert, die Strecke zu bauen und der Staat übernahm den Bau und Betrieb in eigener Regie. Dies war der Kern der späteren Staatsbahn von Südaustralien, der South Australian Railways. Die ersten drei Lokomotiven wurden von William Fairbairn & Sons aus Manchester geliefert und erhielten die Namen Adelaide, Victoria und Albert (nach dem britischen Prinzgemahl Albert von Sachsen-Coburg und Gotha).

### Breitspur

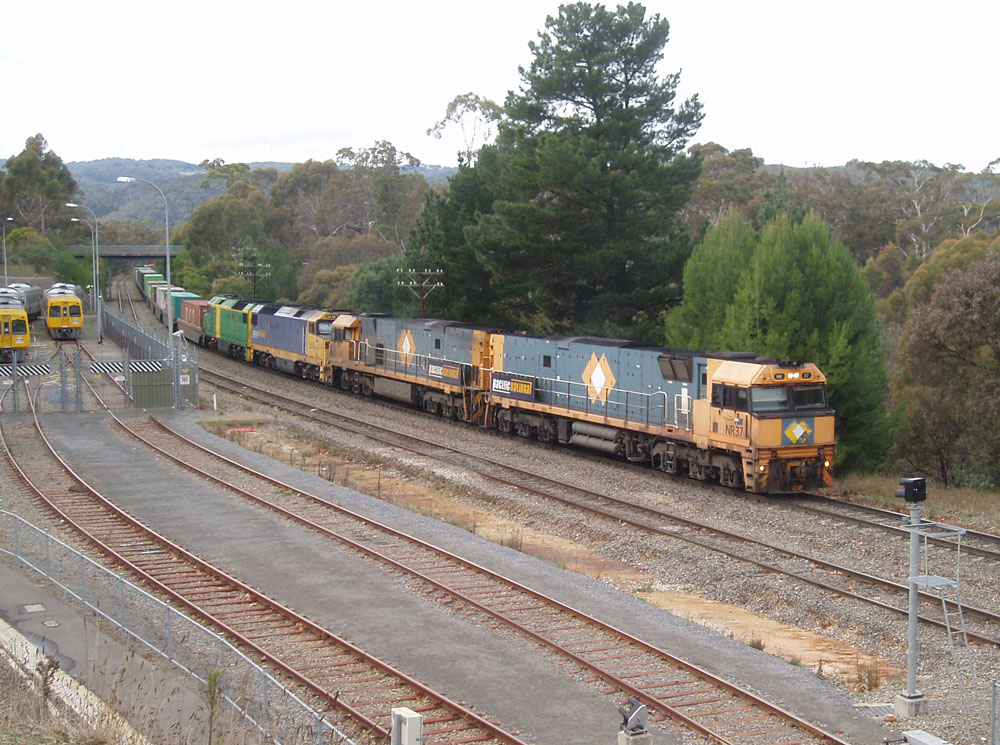
Güterzug der Pacific National von Melbourne nach Perth im Bahnhof Belair

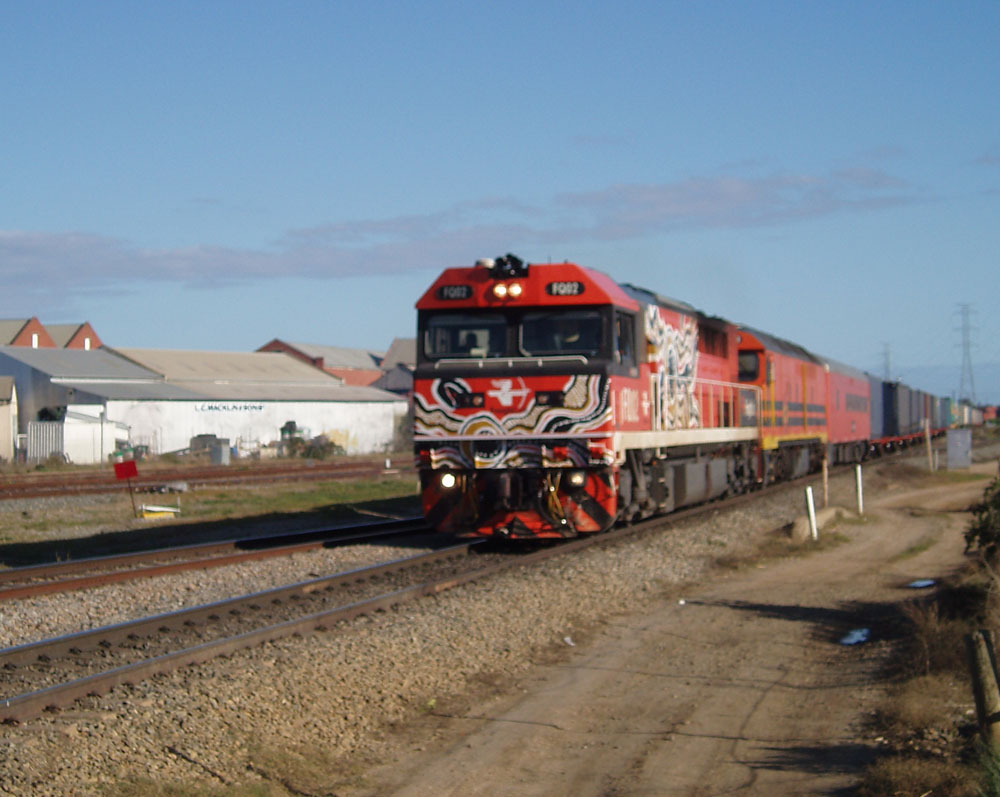
Güterzug von FreightLink von Adelaide nach Darwin im Bahnhof Dry Creek

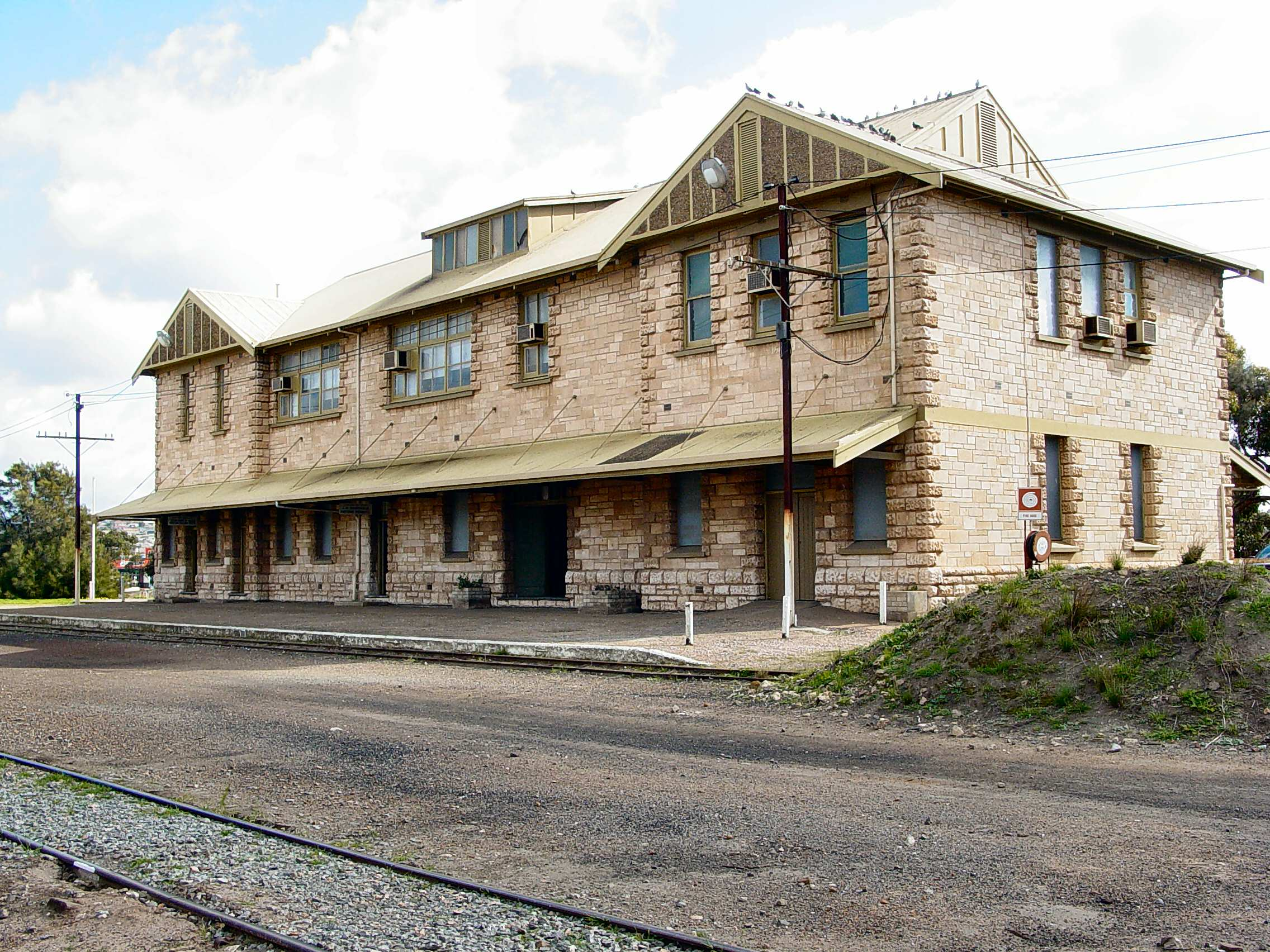
Bahnhof Port Lincoln

Da vor der dem Zusammenschluss der Kolonien zum Australischen Bundesstaat im Jahr 1901 diese rechtlich voneinander unabhängig waren, war die Entscheidung über die Spurweite, in der die jeweilige Eisenbahn errichtet werden sollte, Angelegenheit der einzelnen Kolonie. Am 27. Juli 1852 wurde in der ältesten und wirtschaftlich führenden Kolonie New South Wales ein Gesetz erlassen, das dessen Eisenbahnnetz in der Breitspur von 1600 mm errichtet werden sollte. Südaustralien entschloss sich daraufhin – um die Kompatibilität mit der Eisenbahn in New South Wales zu wahren – seine Bahnen ebenfalls in dieser Spurweite zu errichten. Als New South Wales kurz darauf seine Entscheidung revidierte und sich für die Normalspur entschied, wollte Südaustralien seine Entscheidung zugunsten der Breitspur nicht mehr ändern, da Bahnanlagen bereits in Breitspur erstellt und auch entsprechende Fahrzeuge geordert waren. Aus diesem legislativen Chaos resultiert ein Teil des bis heute immer noch Probleme verursachenden Bruchs in den Spurweiten der Eisenbahnen von Südaustralien.
Das Streckennetz diente primär dem Transport von Bergwerks- und Agrarprodukten zu den Häfen, verband aber auch die weit auseinander liegenden Siedlungszentren erstmals im Personenverkehr effektiv miteinander. Das Netz entwickelte sich sternförmig von der Hauptstadt Adelaide ausgehend. 1887 wurde in Serviceton (Victoria) erstmals der Anschluss an die – ebenfalls breitspurige – Eisenbahn in Victoria erreicht. Seit dem 19. Januar 1887 fuhr der Intercolonial Express, eine durchgehende Direktverbindung zwischen Melbourne und Adelaide. Der Zug war die erste umsteigefreie Verbindung zwischen zwei australischen Hauptstädten und benötigte für die damals knapp 900 km lange Strecke 18 Stunden. Später hieß der Zug offiziell Adelaide Express, auch wenn er in Südaustralien als The Melbourne Express bezeichnet wurde, und verkehrte als Nachtzug. Heute verkehrt er als The Overland und als Tagzug.
Eine zweite Verbindung nach Victoria entstand ab 1906. Diese Strecke überschritt ab 1915 die Grenze bei Pinnaroo. Der südaustralische Abschnitt der Strecke wurde 1998 auf Normalspur umgespurt, so dass in Pinnaroo ein Spurwechselbahnhof entstand. Es gibt Überlegungen, den in Victoria gelegenen Teil der Strecke ebenfalls umzuspuren. 1937 erreichte die Breitspur Port Pirie, wo sie auf die normalspurige Transaustralische Eisenbahn traf. Die Bahnstrecke Adelaide–Port Pirie wurde 1982 auf Normalspur umgespurt.

### Kapspur
In den von der Hauptstadt weit entfernten Landesteilen begann der Bau der Eisenbahnen in Kapspur, insbesondere mit Stichstrecken von den Häfen in das Hinterland. Die Strecken wurden zunächst als isolierte Projekte begriffen, nicht als Bausteine für ein künftiges Netz. Da hier die Besiedlung viel dünner war als im Umfeld der Hauptstadt, wurde für ihren Bau die kostengünstigere Ausführung in Kapspur gewählt, ohne zu berücksichtigen, welche Schwierigkeiten dies in Zukunft .verursachen würde. Gleichwohl entstanden aus diesen Anfängen im Laufe der Zeit Schmalspurnetze. Als Breit- und Schmalspur schließlich 1880 im Bahnhof Terowie, später in den Bahnhöfen Hamley Bridge, Wolseley und Mount Gambier aufeinander trafen, ergaben sich erhebliche Probleme und Kosten für den durchgehenden Verkehr. Das Spurweiten-Problem wurde dadurch gelöst, dass im Süden des Staates die meisten der Schmalspurstrecken zwischen 1953 und 1956 auf Breitspur umgespurt wurden. Die Schmalspurbahnen im nördlichen Landesteil wurden teilweise durch Breit- oder Normalspurstrecken ersetzt oder der Betrieb eingestellt. Einzig die von Port Lincoln ausgehenden Strecken, die nie eine Verbindung zum übrigen Netz erhielten, blieben als größerer Netzbestand erhalten. Deren erste Strecke wurde 1908 in Betrieb genommen und das Netz bis 1950 auf etwa 800 km erweitert. Die ersten Schmalspurstrecken waren:
- 1870 die Strecke von Port Wakefield nach Balaklava.
- 1876 die Strecke von Kingston nach Naracoorte eröffnet.
- 1879 die Strecke Beachport–Millicent und Mount Gambier
- 1887 eine Verbindung von Mount Gambier nach Naracoorte und Wolseley (Spurwechselbahnhof an der Bahnstrecke Melbourne–Adelaide) geschaffen.
- 1888 die Bahn vom Hafen Port Pirie nach Broken Hill in New South Wales fertiggestellt, das von der landeseigenen normalspurigen Eisenbahn von New South Wales erst 1919 erreicht wurde. Da New South Wales nicht gestattete, dass die südaustralische Staatsbahn auf seinem Gebiet eine Eisenbahn betrieb, wurde der dort gelegene Streckenabschnitt von der privaten Silverton Tramway betrieben.

Weitere Häfen, von denen kapspurige Bahnen das Hinterland erschlossen waren Port Augusta, Port Lincoln, Beachport, Kingston SE and Wallaroo (South Australia).
Ambitioniertestes Projekt der Schmalspur war ab 1879 der Versuch mit ihr bis Darwin im Northern Territory vorzustoßen. Mit der dazu begonnene Great Northern Railway und dem korrespondierenden Projekt der Nordaustralischen Eisenbahn, die von Darwin nach Süden vorangetrieben wurde, hatte sich Südaustralien aber übernommen. Es trat die Bahn 1911 an den Australischen Bund ab, der ab dann die wirtschaftliche Verantwortung für die Strecke übernahm, sie in der Folge in seine Commonwealth Railways integrierte, ab 1926 auch selbst betrieb und bis 1929, nach insgesamt 50 Jahren Bauzeit, Alice Springs erreichte, wo das Projekt endgültig stecken blieb. Die Strecke wurde 1981 aufgegeben, als die Zentralaustralische Eisenbahn ihren Betrieb aufnahm.

### Normalspur
1901 schlossen sich die sechs bis dahin autonomen australischen Kolonien zum Australischen Bund zusammen. Bedingung für den Beitritt Westaustraliens war die Zusage der anderen Kolonien, dass der Bund eine Eisenbahn bauen würde, die das vom Rest des Landes isolierte Siedlungszentrum der Kolonie um ihre Hauptstadt Perth mit den im Süden und Osten des Kontinents gelegenen anderen Siedlungszentren des neuen Staates verbände. Diese Transaustralische Eisenbahn wurde in Normalspur ausgeführt, und am 17. Oktober 1917 in Betrieb genommen. Sie führte von Kalgoorlie in Westaustralien nach Port Augusta in Südaustralien. Damit erhielt Südaustralien eine dritte Spurweite für Hauptstrecken. An beiden Enden der Verbindung schlossen andersspurige Bahnen an, in Südaustralien zunächst Breitspur. Reisende mussten umsteigen, Güter umgeladen werden.

### Anpassungsmaßnahmen
1937 wurde das östliche Ende der Transaustralischen Eisenbahn in Normalspur um 90 km von Port Augusta nach Port Pirie verlängert. Das ersparte den Fahrgästen nach New South Wales das Umsteigen auf die Breitspur. Sie konnten nun gleich auf die Schmalspur bis Broken Hill umsteigen. Zugleich trafen damit im Bahnhof von Port Pirie nun drei Spurweiten aufeinander. 1970 erreichte dann ein durchgehendes Gleis in Normalspur, von New South Wales kommend, Port Pirie. 1980 wurde der südliche Abschnitt der normalspurigen Zentralaustralischen Eisenbahn eröffnet, der die alte Schmalspurstrecke nach Alice Springs ersetzte. 1982 wurde die Strecke (Port Pirie–)Crystal Brook–Adelaide in Normalspur verlegt und 1995 die Strecke zwischen den beiden Hauptstädten Adelaide und Melbourne auf Normalspur umgespurt.

## Eisenbahnverkehr

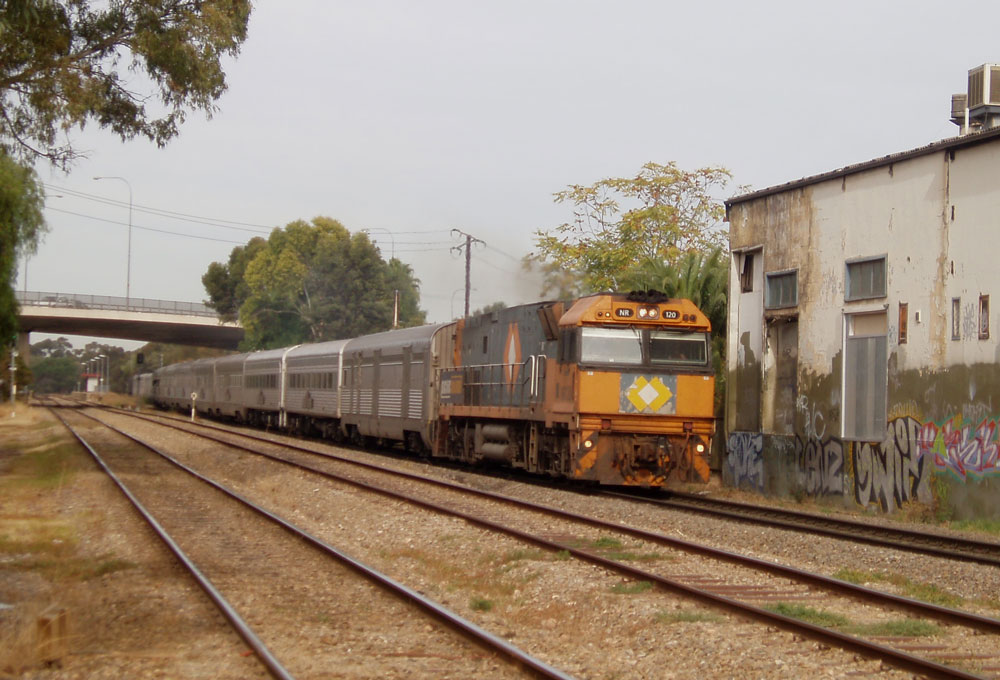
Indian Pacific

Güterzug mit einer Ladung Kalkstein der Australian Railroad Group auf Breitspur bei Birkenhead

Die staatseigene South Australian Railways war zunächst der Betreiber der meisten Strecken. Sie wurde 1978 von der Commonwealth Railways in einem Versuch übernommen, alle Eisenbahnen Australiens unter dem Dach des Bundes zusammenzuführen. Da aber außer diesen beiden Gesellschaften nur die Eisenbahn in Tasmanien diesem Projekt beitrat, blieb es ein Torso. Der Zusammenschluss erhielt gleichwohl den Namen Australian National Railways (ANR), besser bekannt als Australian National. Bei deren Auflösung ab 1992 wurde der Güterverkehr und die Güterwagen 1992 der National Rail Corporation (NR) übertragen, die Eisenbahn in Südaustralien an die Australian Southern Railroad verkauft, der Personenfernverkehr von der Great Southern Railway übernommen. Dieser beschränkt sich heute auf die Züge The Overland (Adelaide-Melbourne), Indian Pacific (Sydney-Perth) via Adelaide und The Ghan (Adelaide-Darwin). Den Nahverkehr im Großraum Adelaide betreibt TransAdelaide. Der Güterverkehr wird heute von der Australian Railroad Group, Pacific National, QRNational, FreightLink und SCT Logistics durchgeführt, ist allerdings stark zurückgegangen, seit am Ende der 1980er Jahre der Getreidetransport auf der Straße zugelassen wurde.

## Museale Einrichtungen
In Port Adelaide befindet sich das australische National Railway Museum, das größte Eisenbahnmuseum Australiens.
Die Pichi Richi Railway betreibt den Abschnitt zwischen Quorn und Port Augusta der ehemaligen Great Northern Railway als Museumseisenbahn. Die Bahn ist nach dem Pichi Richi Pass benannt, den die Bahn überquert.

### Karten
- eastern SA map
- western SA map
- SA railway track and signalling